# 王朝相
王朝相（1503年—？），字志尹，直隸廣平府永年縣人，軍籍，明朝政治人物。

## 生平
嘉靖十三年（1534年）甲午科順天府鄉試第二十八名舉人。嘉靖十四年（1535年）中式乙未科會試第九十二名，登第二甲第四十四名進士。授户部主事，管太仓银库，升员外郎，出为四川提学佥事，晉山西布政司参议。

## 家族
曾祖王純，曾任知縣；祖父王藩，曾任義官；父王翮，曾任州吏目。母常氏。具庆下。子紹唐、紹虞、紹夏。